# Liste der Präsidenten der Ostfriesischen Landschaft
Die Liste der Präsidenten der Ostfriesischen Landschaft, einer Institution, die sich vom ständischen Landtag zum regionalen Kulturparlament Ostfrieslands entwickelt hat, umfasst bis 1749 die Präsidenten des Administratorenkollegiums, des Vorläufers des heutigen Landschaftskollegiums, bis 1942 die ständischen und nach 1945 die von der Landschaftsversammlung demokratisch gewählten Präsidenten. Die Aufstellung ist lückenhaft.
- Sweer von Dehlen, Häuptling zu Rysum, 1606–1609
- Jost Beninga tho Grimersum, 1606–1611
- Hero Fridag von Gödens, 1616
- Enno Wilhelm zu Knyphausen, 1617
- Claes Freese, 1618
- Scotto Beninga, 1620
- Wilhelm zu Inn- und Knyphausen, 1624
- Unico Manninga von Inn- und Knyphausen, 1639
- Arnolt von Diepenbroek, 1640–1649
- Hero Moritz von Closter, 1648
- Jost Moritz von Hane, 1649
- Diedrich Arnold von Hane, 1671–1679
- Boyung Beninga zu Grimersum, 1674
- Bolo Ripperda zu Petkum, 1675
- Eger von Diepenbroek, 1679–1680
- Joachim von Honstede zu Rysum, 1681–1682
- Freiherr Haro Burchard von Goedens, 1682
- Heinrich von Wersabe zu Loppersum, 1687
- Jan Sigmund von Closter, 1696
- Claes Moritz von Freese, 1698
- Haro Joachim von Closter, 1700–1707
- Freiherr Franz Ferdinand zu Knyphausen, 1708
- Heinrich Bernhard von dem Appelle, 1717–1744
- Diedrich Caspar Arnold von Hane, 1728–1772
- Carl Philipp zu Knyphausen, 1742–1744
- Gerd Sigmund von Closter, 1749–1776
- Christian Moritz von Freese, 1758–1759
- Freytag von Goedens, 1758–1759
- Christian Moritz von Freese, 1773–1778
- Freiherr Edzard Moritz zu Knyphausen, 1777–1790
- Georg Clemens August von Wedel, 1779–1788
- Ernst Moritz von Closter, 1788–1806
- Freiherr Carl Gustav zu Knyphausen, 1790–1806
- Kammerherr zu Innhausen- und Knyphausen Jennelt, 1818–1875
- von Freese, 1821–1860
- Graf von Wedel, 1843–1859
- Graf Edzard zu Inn- und Knyphausen, 1859–1917
- Viktor von Freese, 1867–1930
- Georg Herbert Graf zu Münster, 1876–1902
- Graf von Wedel-Gödens auf Evenburg, 1920–1931
- Georg von Eucken-Addenhausen, 1932–1942
- Hermann Conring (Vorsteher), 1942–1945
- Jann Berghaus, 1945–1954
- Carl Stegmann, 1954–1964
- Peter Elster, 1964–1988
- Carl Ewen, 1988–2002
- Helmut Collmann, 2002 bis 2014
- Rico Mecklenburg seit 2014